# Walter Guadagnini
Walter Guadagnini (Cavalese, 4 gennaio 1961) è un critico d'arte, insegnante e museologo italiano.

## Biografia
Si laurea nel 1987 in Storia dell'Arte Contemporanea nel corso di laurea di Lettere Moderne alla Facoltà di Lettere e Filosofia dell'Università di Bologna con una tesi dedicata a L'opera e la poetica di Gastone Novelli. Nel 1992 ottiene la cattedra di Storia dell'Arte all'Accademia di Belle Arti di Bologna; insegna dapprima Storia dell'Arte Contemporanea e dal 2010 tiene la cattedra di Storia della Fotografia al Biennio specialistico della stessa accademia.
Inizia a lavorare alla Galleria Civica di Modena nel 1985, sotto la direzione di Pier Giovanni Castagnoli e seguendo gli insegnamenti di Oscar Goldoni. La sua collaborazione continua anche sotto la direzione di Flaminio Gualdoni, periodo nel quale cura diverse mostre, tra cui Fotografi ed eventi artistici in Italia dal ’60 all’80 (con A.Prandi) e Jean Fautrier (con F.Gualdoni) nel 1988; Man Ray. L’età della luce nel 1989; Marco Tirelli (con F.Gualdoni) nel 1992; Gastone Novelli (con F.Gualdoni) nel 1993. Nel 1995 assume la direzione dell’istituto, che manterrà fino al 2005. Durante la sua direzione ha promosso la manifestazione “Modena per la fotografia”, ideata da Flaminio Gualdoni nel 1993, condividendone la cura con Filippo Maggia. La manifestazione si è tenuta annualmente fino al 1999, per poi assumere cadenza biennale fino al 2003. Altro punto di rilievo del decennio di direzione è la ricognizione sulla Pop Art, che si è manifestata nella cura di una serie di mostre storiche come le antologiche di Allen Jones (1996), Mel Ramos (1999), Domenico Gnoli (2001), Peter Phillips (2002), Allan D’Arcangelo (2005)  e delle collettive Pop Art Uk. British Pop Art 1956-1972 (con M.Livingstone; 2004) e Pop Art Italia 1958-1968 (in collaborazione con Luca Massimo Barbero; 2005).
La sua attenzione nei confronti della Pop Art si consolida anche negli anni successivi, nei quali cura alcune ricognizioni storiche, come Pop Art! 1956-1968 alle Scuderie del Quirinale di Roma nel 2007 e Italia Pop. L’arte negli anni del boom alla Fondazione Magnani Rocca di Traversetolo nel 2016 (con S.Roffi) e le personali Andy Warhol. Una storia americana a Palazzo Blu di Pisa nel 2013 (con C.Ceppi Zevi) e Lichtenstein e la Pop Art americana ancora alla Fondazione Magnani Rocca nel 2018 (con S.Roffi).
Dal 2004 al 2015 è stato Presidente della Commissione Scientifica del progetto “UniCredit e l'Arte”, contribuendo alla costituzione della collezione di arte contemporanea internazionale del gruppo bancario, che è stata presentata in diverse mostre in Italia e all’estero tra il 2009 e il 2016. Anche in questo ruolo ha conferito particolare importanza alla fotografia, favorendo l’acquisizione di numerose opere di autori italiani attivi dagli anni Settanta al presente, una selezione dei quali è stata presentata per la prima volta nell’edizione 2007 della fiera internazionale “Paris Photo”, di cui è stato commissaire unique per la sezione italiana.
A partire dal 2015 dirige il Festival fotografico “Fotografia Europea” di Reggio Emilia, al quale aveva già collaborato in precedenza, curando mostre come Walk on the Wild Side nel 2012 e Adam Broomberg & Oliver Chanarin. Divine Violence nel 2014. Fino al 2017 ha mantenuto la direzione insieme a Elio Grazioli e Diane Dufour; dal 2018 al 2020 da solo; dal 2021 è nuovamente affiancato da Diane Dufour e Tim Clark. Anche in questo ruolo ha organizzato e curato diverse mostre, personali e collettive, tra le quali Erik Kessels. Unfinished Father nel 2015, Horst P. Horst. A beautiful Image, Larry Fink. Unbridled Curiosity e Vincenzo Castella. Urban Screens nel 2019, e True Fictions. Fotografia visionaria dagli anni ’70 a oggi nel 2020.
Dal 2016 è direttore artistico di CAMERA - Centro Italiano per la Fotografia a Torino. Cura anche per questa istituzione diverse mostre, da L’Italia di Magnum a Paparazzi. Fotografi e divi dalla Dolce Vita a oggi (con F.Zanot) nel 2018. Nel 2019 riunisce in un’unica mostra i suoi interessi critici primari, curando Camera Pop. La fotografia nella Pop Art di Warhol, Schifano & Co. e nello stesso anno torna a leggere Man Ray ricontestualizzandolo in Wo/Man Ray. Le seduzioni della fotografia (con G.G. Pazzola). In questa veste ha anche ordinato mostre come L’occhio magico di Carlo Mollino. Fotografie 1934-1973 (curata da F. Zanot) nel 2018 e Sandy Skoglund. Visioni ibride (curata da G.Celant) nel 2019.
Dal 1995 al 2003 ha collaborato come critico d’arte al quotidiano “la Repubblica”, mentre dal 2006 è coordinatore della sezione fotografica della rivista “Il Giornale dell’Arte”. Ha collaborato dal 2005 con la rivista “FMR”, divenendo poi co-direttore dal 2008 al 2010 (insieme a F. Gualdoni) della rivista “FMR – Bianca”.
Tra i volumi pubblicati a suo nome, la monografia Henri Matisse. La vita e l’opera (Idea Libri, Milano, 1993) e le numerose letture della storia della fotografia, da quella di carattere scolastico edita da Zanichelli nel 2000 a quella più approfondita pubblicata dallo stesso editore nel 2010, dedicata interamente alla fotografia del XX e XXI secolo, fino alla monumentale opera in quattro volumi, con contributi di alcuni tra i maggiori storici ed esperti della fotografia mondiale, tra i quali Quentin Bajac, Clement Cheroux, Sandra S.Phillips, Gerry Badger, Okwui Enwezor, curata per l’editore Skira ed edita fra il 2011 e il 2014.

## Mostre principali
- Pop Art! 1956-1968 alle Scuderie del Quirinale di Roma nel 2007
- Past Present Future. Highlights from the UniCredit Group Collection al Kunstforum di Vienna nel 2009 (poi a Palazzo della Ragione di Verona e al Yapi Kredi Cultural Center di Istanbul nel 2010)
- Things are queer al MARTa Museum di Herford in Germania nel 2011
- People and the City al Winzavod Centre for Contemporary Art di Mosca e al CoCA di Torun in Polonia nel 2011
- Andy Warhol. Una storia americana al Palazzo Blu di Pisa nel 2013 (con C.Ceppi Zevi)
- La Grande Magia. Opere scelte dalla Collezione UniCredit al MAMbo di Bologna nel 2013 (con G.Maraniello)
- Facts and Fictions al MAMM di Mosca nel 2014
- Territori instabili. Confini e identità nell’arte contemporanea al Centro di Cultura Contemporanea Strozzina di Palazzo Strozzi a Firenze nel 2014 (con F.Nori)
- Questa è guerra! al Palazzo del Monte di Pietà di Padova nel 2015
- Gabriele Basilico. Ascolto il tuo cuore, città all'UniCredit Pavilion di Milano nel 2015
- Pop Art Italia alla Fondazione Magnani Rocca di Mamiano di Traversetolo nel 2016
- L’Italia di Magnum. Da Henri Cartier-Bresson a Paolo Pellegrin a CAMERA - Centro Italiano per la Fotografia di Torino nel 2017
- CAMERA POP. La fotografia nella Pop Art di Warhol, Schifano & Co a CAMERA - Centro Italiano per la Fotografia di Torino nel 2019
- WO/Man Ray. Le seduzioni della Fotografia a CAMERA - Centro Italiano per la Fotografia di Torino nel 2019 (con G.G.Pazzola)
- Paolo Ventura. Carousel a CAMERA - Centro Italiano per la Fotografia di Torino nel 2020
- True Fictions. Fotografia visionaria dagli anni ’70 ad oggi a Palazzo Magnani di Reggio Emilia nel 2020
- Futuro. Arte e società dagli anni Sessanta a domani alle Gallerie D’Italia di Vicenza nel 2020 (con L.Beatrice)

## Pubblicazioni principali
- Fotografia, Zanichelli, Bologna, 2000
- 100. La fotografia in cento immagini, Motta Editore, Milano, 2007
- Una storia della fotografia del XX e del XXI, Zanichelli, Bologna, 2010
- La Fotografia (4 volumi: Le origini, 1839-1890; Una nuova visione del mondo, 1891-1940; Dalla stampa al museo, 1941-1980, L'età contemporanea 1981-2013), Skira, Milano, 2011-2014
- Racconti dalla camera oscura, Skira, Milano, 2015